# Степное (Северный сельский округ)
Степное (каз. Степное) — село в Иртышском районе Павлодарской области Казахстана. Входит в состав Северного сельского округа. Код КАТО — 554665400.

## Население
В 1999 году население села составляло 167 человек (86 мужчин и 81 женщина). По данным переписи 2009 года, в селе проживало 127 человек (67 мужчин и 60 женщин).